# Школа јавне политике и администрације Џозеф Р. Бајден Млађи
Школа јавне политике и администрације Џозеф Р. Бајден Млађи (енгл. Joseph R. Biden, Jr. School of Public Policy & Administration) је  одељење Универзитета Делавера за јавну политику и администрацију у Њуарку, Делавер, САД, названа по 46. председнику САД, Џоу Бајдену.
Школа нуди три смера основних академских студија, шест смера нивоа мастера, онлајн програм мастера јавне администрације и четири програма на нивоу доктората, у активностима истраживања и јавних услуга за побољшање квалитета живота у заједницама широм света.
Према издавачу U. S. News & World Report, ова школа је на 38. месту од 269 школа јавне политике у Сједињеним Америчким Државама. Она је исто на 36. месту у пољу јавног руководства и вођства; и 16. месту у подручју јавних финансија и буџетирања.
Програм за мастера јавне администрације је акредитован од стране Мреже школа јавне политике, послова и администрације. Овај програм је једини такав у Делаверу који је акредитован.

## Историја
11. децембра 2018. године, на Управном одбору Универзитета Делавер, председник школе, Денис Асанис најавио је оснивање Школе за јавну политику и администрацију Џозефа Р. Бајдена Млађег. Бајден је апсолвент универзитета, који је дипломирао 1965. Школа је други програм у кампусу назван по Бајдену. Године 2017. основао је универзитетски Бајден институт, истраживачки и политички центар чија је мисија да утиче у областима женских и грађанских права, реформе кривичног правосуђа, одрживости животне средине и економске реформе. Бајден институт ће остати део нове Бајденове школе.
Бајденова школа је једна од седам школа јавних послова именованих по америчким председницима.

## Истраживачки центри и центри за јавне услуге
Бајденова школа има шест центара за истраживање и јавне услуге.
- Бајден институт: 2017. године, Џо Бајден је основао Бајден институт у Универзитету у Делаверу. Бајден је рекао да му је универзитет посебно прирастао срцу и да је размишљао о томе шта жели да ради након што је напустио функцију. Желео је да настави свој рад на оснаживању жена, грађанским слободама, економским приликама за средњу класу и другим друштвеним питањима, тако да је његов алма матер природно одговарао.[12] Бајденов институт остаће активан током Бајденовог председништва.[13]
- Центар за примењену демографију и истраживању сурвеја (енгл. Center for Applied Demography and Survey Research (CADSR))
- Центар за истраживање заједнице и за службе (енгл. Center for Community Research and Service (CCRS))
- Центар за енергетску и еколошку политику (енгл. Center for Energy and Environmental Policy (CEEP))
- Центар за историјску архитектуру и дизајн (енгл. Center for Historic Architecture and Design (CHAD))
- Центар за истраживање о природним катастрофама (енгл. Disaster Research Center (DRC))
- Институт за јавну администрацију (енгл. Institute for Public Administration (IPA))
- Фондација Ставрос Нијархос (енгл. Stavros Niarchos Foundation (SNF))
  - Иницијатива Итака (енгл. Ithaca Initiative (SNF Ithaca))